# 504 (numero)
Cinquecentoquattro (504) è il numero naturale dopo il 503 e prima del 505.

## Proprietà matematiche
- È un numero pari.
- È un numero composto con 24 divisori: 1, 2, 3, 4, 6, 7, 8, 9, 12, 14, 18, 21, 24, 28, 36, 42, 56, 63, 72, 84, 126, 168, 252, 504. Poiché la somma dei suoi divisori (escluso il numero stesso) è 1056 > 504, è un numero abbondante.
- È un numero di Harshad (in base 10), cioè è divisibile per la somma delle sue cifre.
- È un numero palindromo nel sistema di numerazione posizionale a base 5 (4004).
- È un numero pratico.
- È un numero rifattorizzabile in quanto divisibile per il numero dei propri divisori.
- È un numero congruente.
- È parte delle terne pitagoriche (78, 504, 510), (128, 504, 520), (147, 504, 525), (210, 504, 546), (230, 504, 554), (285, 504, 579), (297, 504, 585), (378, 504, 630), (455, 504, 679), (480, 504, 696), (504, 550, 746), (504, 672, 840), (504, 703, 865), (504, 810, 954), (504, 945, 1071), (504, 1078, 1190), (504, 1122, 1230), (504, 1247, 1345), (504, 1275, 1371), (504, 1470, 1554), (504, 1728, 1800), (504, 2240, 2296), (504, 2325, 2379), (504, 2622, 2670), (504, 3003, 3045), (504, 3510, 3546), (504, 3953, 3985), (504, 5280, 5304), (504, 7047, 7065), (504, 7930, 7946), (504, 9065, 9079), (504, 10578, 10590), (504, 15872, 15880), (504, 21165, 21171), (504, 31750, 31754), (504, 63503, 63505).

## Astronomia
- Gliese 504  è una stella nella costellazione della Vergine;
- 504 Cora Il suo nome è dedicato a Cora, moglie di uno dei quattro figli di Viracocha, principale divinità della mitologia inca.
- NGC 504 è una galassia lenticolare della costellazione dei Pesci.

## Astronautica
- Cosmos 504 è un satellite artificiale russo.

## Autovetture
- 504 è il nome dato a modelli di autovetture prodotte da alcune case automobilistiche, come ad esempio la Peugeot 504.

## Telecomunicazioni
+504 è il prefisso telefonico internazionale dell'Honduras.